# Chernyshev (cráter)

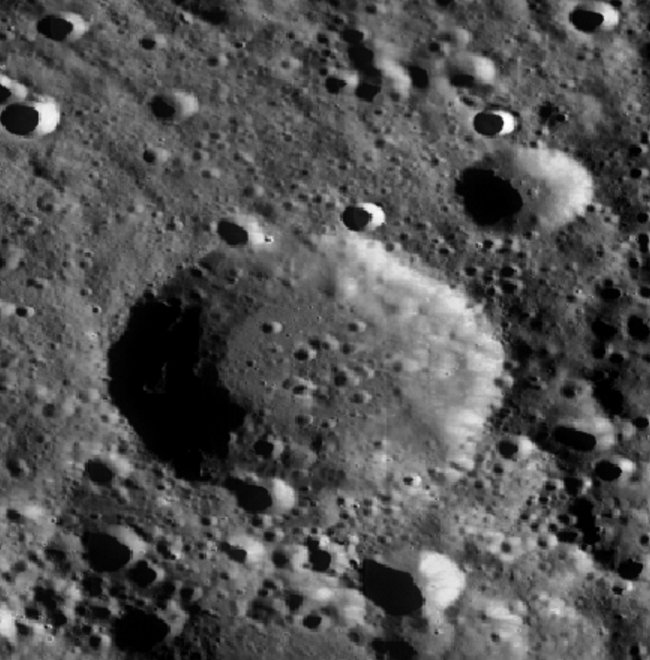
Fotografía de la misión
Lunar Reconnaissance Orbiter

Chernyshev es un cráter de impacto que se encuentra en la parte norte de la cara oculta de la Luna, al noreste del cráter Chandler, y al sureste de la llanura amurallada del cráter D'Alembert.
|  |

El borde de este cráter ha sido desgastado por impactos posteriores, con varios pequeños cráteres que se encuentran a lo largo del brocal. La parte sur del borde en particular, ha sido más fuertemente erosionado y modificado por los impactos si se compara con la parte norte del perímetro. El suelo interior presenta más impactos en la mitad oriental, en comparación con el oeste, aunque incluso la región posterior no está libre de impactos pequeños. En cambio, el suelo es relativamente llano. El cráter carece de un pico central o de crestas significativas.

## Cráteres satélite
Por convención estos elementos son identificados en los mapas lunares poniendo la letra en el lado del punto medio del cráter que está más cerca de Chernyshev.
|            | \| Chernyshev \| Coordenadas \| Diámetro \| \| ---------- \| ------------------------------ \| -------- \| \| B \| 48°30′N 175°42′E / 48.5, 175.7 \| 20 km \| |          |
| Chernyshev | Coordenadas | Diámetro |
| B          | 48°30′N 175°42′E / 48.5, 175.7 | 20 km    |